# Římskokatolická farnost Ivaň
Římskokatolická farnost Ivaň je územní společenství římských katolíků s farním kostelem svatého Bartoloměje v obci Ivaň.

## Historie farnosti
Ves byla původně přifařena do Přibic, po husitských válkách katolická duchovní správa zanikla. Na konci třicetileté války (1644) byl přibický kostel vypálen, přibická fara opuštěna a Přibice i Ivaň byly přifařeny do Pohořelic. Ovšem i zde chyběl farář, takže až do roku 1673 celou rozsáhlou farnost obhospodařoval farář židlochovický. U pohořelické fary zůstala Ivaň až do roku 1785, kdy byla obnovena farnost přibická. O dva roky později byla v Ivani zřízena tzv. lokalie, což znamenalo, že v Ivani sídlil kaplan, podřízený přibickému faráři. Kaplan zde vykonával bohoslužby a všechny úkony, spojené s církevní správou vsi, jako byly křty, pohřby, svatby ad., matriční zápisy však byly prováděny v sídle farnosti, tj. v Přibicích. V roce 1811 došlo k přestavbě původní kaple z let 1724–1726 na kostel.

## Duchovní správci
Administrátorem excurrendo byl od 15. srpna 2012 R. D. Mgr. Grzegorz Zych. Toho od 1. srpna 2016 ve funkci nahradil R. D. Mgr. Ing. Jaroslav Sojka. Dne 1. srpna 2023 se stal administrátorem excurrendo R. D. Jaroslav Jurka.

## Bohoslužby
| Kostel          | Místo | Bohoslužba (den)     | Hodina                                        | Poznámka     |
| --------------- | ----- | -------------------- | --------------------------------------------- | ------------ |
| sv. Bartoloměje | Ivaň  | neděle středa sobota | 8.00 17.00 (zimní čas)/18.00 (letní čas) 8.00 | farní kostel |

## Primice
Dne 6. července 2005 slavil primici ve farnosti novokněz R. D. Mgr. Josef Rybecký.

## Aktivity ve farnosti
Dnem vzájemných modliteb farností za bohoslovce a bohoslovců za farnosti brněnské diecéze je 14. listopad. Adorační den připadá na neděli po 23. září.
Ve farnosti se pravidelně pořádá tříkrálová sbírka. V roce 2015 se při ní vybralo 6420 korun. Při sbírce v roce 2016 činil výtěžek 28 030 korun.
Farnost se pravidelně zapojuje do projektu Křesťanské Vánoce.